# 二奶村之殺夫
《二奶村之殺夫》（英語：The Woman Behind）是一部1995年由林義雄執導劇情電影，涉及有關自殺複雜、婚外情等情形，主要演出由鍾淑慧、歐陽震華、鄭艷麗等。

## 角色
| 演員     | 角色     | 備註         |
| 鍾淑慧   | 方綺文   |              |
| 歐陽震華 | 邵桂生   |              |
| 鄭艷麗   | 玉       | 配音：曾慶珏 |
| 溫燕紅   | 酒樓員工 |              |
| 周潤堅   | 綺文兄長 |              |
| 方茹     | 胡太太   |              |
| 許思敏   | 思敏姊   | 配音：陸惠玲 |

## 製作、發行和拍攝
該片由 唯美製作有限公司 在1994年中拍攝，鍾淑慧、歐陽震華、鄭艷麗等人參演拍攝，拍攝地點為新光酒樓(集團)有限公司旗下酒樓、德田邨、愛民邨、中國星集團有限公司、深圳寶安區星際大酒店等。
而因為涉及過多婚外情等道德背道而馳，甚至家暴、自殺爭議等情節，因此電影評級中根據《電影檢查條例》，本片列為只准18歲或以上人士觀看（III）。
上映日期為1995年3月25日。

## 歌曲
- 主題曲：
  - 〈等你的我〉 - 吳國敬

（填詞：小美、作曲/編曲：黃尚偉）

## 外部連結
- 互联网电影数据库（IMDb）上《二奶村之殺夫》的资料（英文）